# Ocalimocho

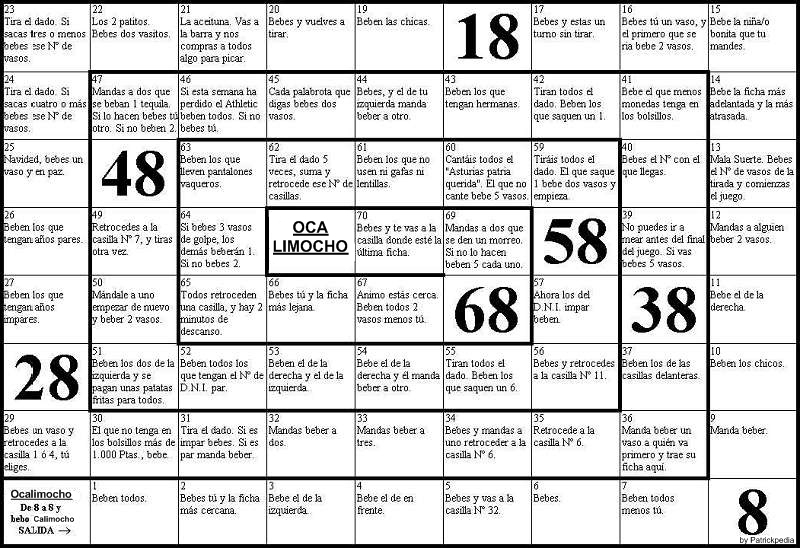
Tablero Ocalimocho.

El Ocalimocho (también Okalimotxo) es un juego de beber basado en el Juego de la Oca tradicional.

## Material necesario
- Tablero especial ocalimocho.
- Fichas para los jugadores.
- Un vaso para cada jugador.
- Dado.
- Cachis de calimocho.

## Forma de juego
La forma de juego es sencilla, semejante al Juego de la Oca popular: Cada jugador avanza su ficha por un tablero en forma de espiral con 71 casillas con dibujos. Dependiendo de la casilla en la que se caiga se puede avanzar o por el contrario retroceder y en algunas de ellas está indicado un castigo. 'Gana' el juego el primer jugador que llega a la casilla 71 (62 en la nueva versión).
El castigo suele ser beber uno o más vasos de calimocho.

## Casillas especiales

### El 8
Haciendo referencia a la clásica casilla de Oca en Oca y tiro porque me toca, en este aparece la figura del 8 y al son de De 8 en 8 y bebo calimocho avanzamos por el tablero. Está dibujado en las casillas 8, 18, 28, 38, 48, 58 y 68. Cuando se cae en una de estas casillas se avanza hasta el siguiente '8', se bebe y se vuelve a tirar. 

### Resto
El resto de las casillas son especiales, a diferencia del juego original, en cada casilla que se cae se debe leer y realizar lo que está escrito, ejemplos:
- beben todos;
- beben los chicos;
- mandas beber a tres;
- bebes y vuelves a tirar;

Estas casillas suelen variar de un tablero a otro, existen tableros moderados, excesivos, o picantes, y es la parte fundamental de este juego de beber, que los jóvenes españoles se han encargado de extender.